# Hypena euphyes
Hypena euphyes là một loài bướm đêm trong họ Erebidae.